# Valencinia blanca
Valencinia blanca är en djurart som tillhör fylumet slemmaskar, och som beskrevs av Heinrich Bürger 1892. Valencinia blanca ingår i släktet Valencinia och familjen Valenciniidae. Inga underarter finns listade i Catalogue of Life.